# Santuario di Nostra Signora della Croce
Il santuario di Nostra Signora della Croce è un edificio religioso sito sulla collina alle spalle della frazione di Castagnabuona a Varazze, in provincia di Savona, in posizione panoramica lungo il crinale che separa i confini amministrativi varazzini da quelli di Celle Ligure. L'edificio è ubicato a circa 375 metri s.l.m..

## Storia
È il più antico luogo di culto della frazione. Il 7 ottobre 1244 papa Innocenzo IV, il genovese Sinibaldo Fieschi, si portò a Castagnabuona sul monte dove oggi sorge il santuario, nella sua fuga dall'Imperatore Federico II. Il pontefice dalla sommità del monte vide le galee di Federico II entrare nel porto di Savona giunte per catturarlo e riuscì a mettersi in salvo. Il papa proseguì per Stella San Martino, ma colpito da febbre rimase due settimane nel castello di Stella prima di continuare il viaggio il verso Mondovì e la Francia. Per ricordare questo importante avvenimento, lo stesso anno gli abitanti di Castagnabuona, costruirono un pilone con una croce che diede il nome alla collina: Monte Croce.
Nel 1245 venne costruita una piccola cappella con altare dedicata alla Madonna della Croce (l'attuale sacrestia del santuario). Già all'epoca il piccolo luogo di culto, diventò meta di fedeli che chiedevano la protezione della Vergine. Nel 1657 la peste colpì Castagnabuona provocando molte vittime. In quel periodo una pietosa donna di casa Accinelli della borgata di “Tessarole” si recava ogni sabato alla cappella della Madonna, portando l'olio per rifornire la lampada che ardeva davanti all'immagine portando con sé la chiave della porta della quale non vi era copia. Da un sabato all'altro trovava la lampada sempre accesa e con olio sufficiente come se vi fosse stato aggiunto da poco. A ricordo del grande fatto, i massari posero una lapide ora scomparsa.
Nel 1745 davanti alla piccola cappella, fu costruito un porticato per il riparo dei viandanti e dei pellegrini e due finestre. Nel 1790, nel punto dove la tradizione vuole che l'unico albero di ulivo della zona sia scampato al terribile gelo del 1709, iniziarono i lavori per la costruzione del santuario. Gli abitanti della frazione diedero anima e corpo per i lavori. Anche la colonia di pescatori varazzini di Gibilterra, venuta a conoscenza dell'iniziativa, inviò offerte con le quali fu acquistato il meraviglioso altare in marmo ancora oggi visibile, con relative balaustre e cancelli. Nel 1799 i lavori terminarono e il 18 ottobre la nuova chiesa fu benedetta.
La zona fu anche teatro di scontri tra le truppe austriache e quelle francesi guidate dal generale Andrea Massena nell'aprile del 1800.

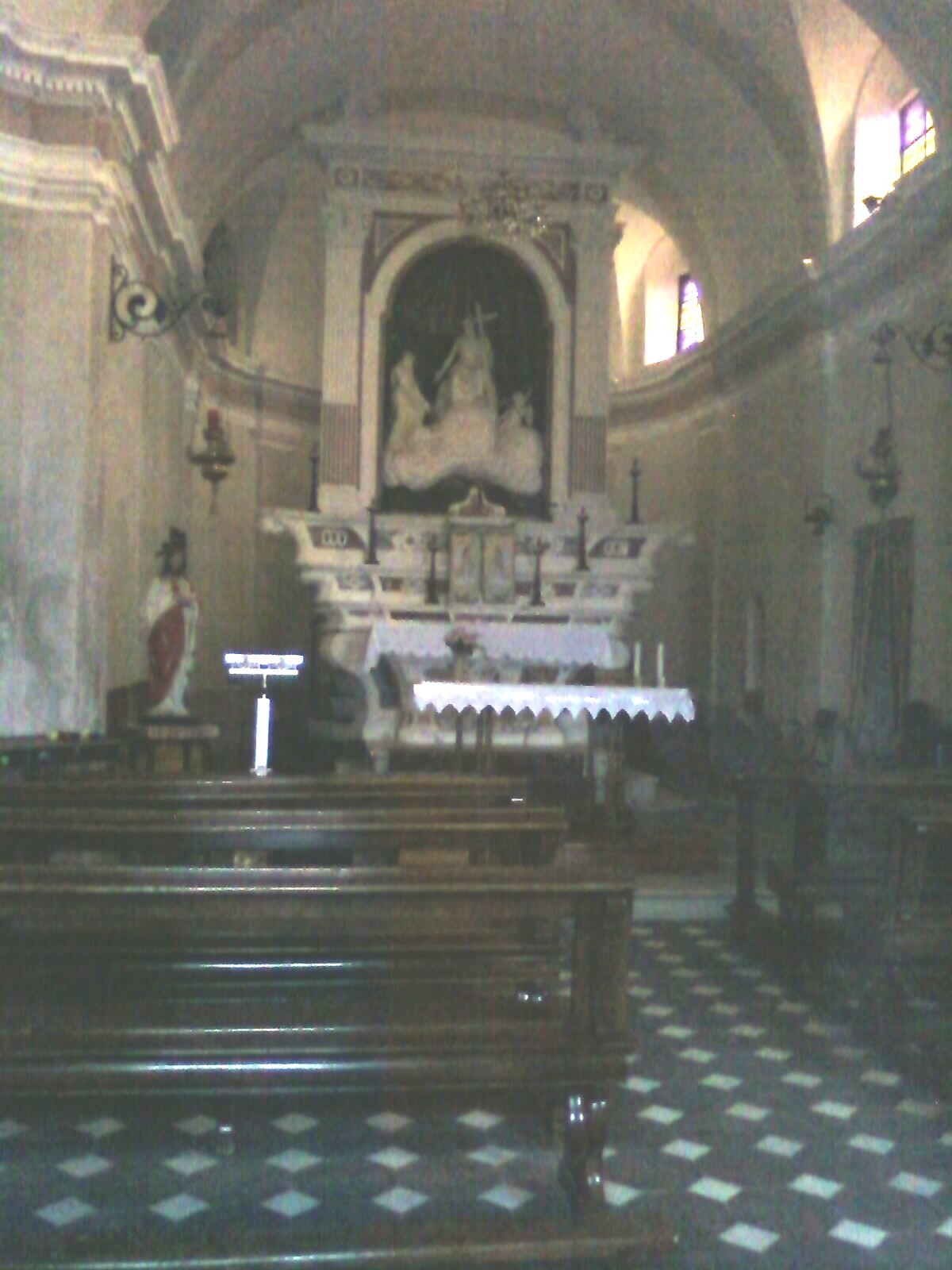
L'interno

Nel 1854 venne contattato lo scultore varazzino Michele Ramognino per la realizzazione dello splendido gruppo marmoreo raffigurante Cristo con la croce, la Vergine che intercede per la città e l'Angelo che ripone la spada vendicatrice. L'opera costò 2400 lire e venne collocata nella nicchia attuale, dietro la quale venne costruito il coro per evitare problemi legati all'umidità. Questa opera fu commissionata per lo scampato pericolo dal morbo del colera che risparmiò Varazze. Il municipio, il clero, le confraternite ed il popolo per ringraziamento, celebrarono una festa solenne il 15 ottobre 1854.
Nel 1863 venne commissionata al pittore Francesco Semino una grande tela raffigurante il gruppo marmoreo e recante la scritta in manu tua salus nostra ovvero la nostra salvezza è nelle tue mani. L'opera venne benedetta l'8 settembre. Grazie ad un meccanismo veniva calata davanti alla nicchia del gruppo, nei giorni della festa. L'orafo Andrea Fazio aveva donato alla cappella una campana impegnandosi per la spesa della calce occorrente per erigere il campanile i cui lavori ebbero inizio nel 1866 e terminarono l'anno successivo.
La devozione nei confronti della Madonna della Croce, è sempre stata solida nel tempo. Basti pensare ai marinai e ai naviganti della città varazzina; prima di partire salivano al santuario per chiedere la protezione della Vergine S.S. e al loro ritorno, prima di andare dalle loro famiglie, facevano nuovamente visita alla Vergine per ringraziarla dello scampato pericolo. Ne sono testimonianza i numerosi ex voto presenti.
Il santuario possedeva una pineta, che gli era stata donata dal comune di Varazze, dove l'eventuale taglio di alberi sarebbe servito per coprire spese riguardanti le cappelle di N. S. della Croce e di S. Rocco. Purtroppo nel 1870 la pineta, venne confiscata con la legge dell'incameramento dei beni ecclesiastici e messa in vendita. Nel 1874 fu acquistata per 5780 lire da Domenico Fazio fu Stefano, che fu l'unico offerente di Castagnabuona. All'epoca chi acquistava beni che erano stati confiscati alla Chiesa, andava incontro alla scomunica. Il Fazio procedette al taglio dei pini che fruttarono 3010 lire con le quali, grazie anche a 1500 lire donate dai fratelli Fazio fu Benedetto e all'opera volontaria degli abitanti, costruì una casa a due piani attigua alla cappella della Croce, che doveva ospitare il sacerdote addetto al culto.
Tutto era pronto per accogliere il sacerdote, che avrebbe dovuto celebrare le funzioni. Furono interpellate diverse congregazioni tra cui i padri Passionisti, ma nessuna di queste accettò. Quando si era ormai persa ogni speranza, l'ordine dei padri celestini chiese il permesso all'allora Vescovo di Savona, di potersi insediare presso la cappella. Il permesso venne concesso ma dopo tre anni di insediamento, l'attività della suddetta congregazione presso Castagnabuona cessò. Il 15 febbraio 1885 con atto notarile, Fazio Domenico vendette la proprietà alla congregazione dei Figli di Maria Immacolata.
I tre sacerdoti che si insediarono alla Croce, per espressa volontà del cedente, s'impegnavano a celebrare la Messa tutti i giorni festivi in ora a comodo degli abitanti di Castagnabuona. Nei mesi di dicembre e gennaio le funzioni sarebbero state celebrate presso la cappella di San Rocco, esclusi i giorni dedicati a Maria da svolgersi nella cappella di monte Croce. L'attività dei sacerdoti procedette bene per una dozzina d'anni.
Il terreno venne vangato e vennero coltivate viti e piante da frutto. Il terreno, di cui ancora oggi si possono vedere le rovine del muro perimetrale, era molto esteso e vi operavano anche persone del paese. Alcuni abitanti impararono anche a leggere e scrivere da questi sacerdoti. Alla domenica molte persone partecipavano alla messa del mattino e alla recita dei vespri nel pomeriggio. Purtroppo rimasto solo e anziano, don Pietro Cadei il 18 novembre 1897, vendette casa e terreno al marchese Spinola. Negli anni tante furono le vicende legate a questo santuario, al quale la gente di Castagnabuona è sempre stata devota e ha sempre lavorato per qualsiasi necessità.
L'incendio del 26 febbraio 1980 provocò gravi danni alla cappella. Nel pomeriggio di quel freddo giorno d'inverno, appresa la notizia, un gruppo di confratelli e di volontari si recarono sul luogo per evitare il peggio. In una condizione di pericolo, mentre il fuoco stava bruciando le travi del tetto che sarebbe crollato da un momento all'altro, furono portati fuori dal santuario panche, sedie, lampadari, candelieri, alcuni ex voto e tutto quanto era salvabile. Purtroppo furono danneggiati in gran parte la pregevole tela del Semino, numerosi ex voto, il grandioso altare in marmo e le relative balaustre. Anche in quell'occasione il lavoro e le offerte della popolazione permisero di restaurare il secolare luogo di culto e, il 2 giugno 1985, venne benedetto da mons. Giulio Sanguineti vescovo di Savona.
Il 4 settembre 1988 si svolse il 12º raduno delle confraternite della diocesi di Savona. Il 4 giugno 1994 la parrocchia del Sacro Cuore di Gesù della Spezia dove era parroco padre Alfredo Fazio, ha donato al santuario due nuove campane che furono benedette da mons. Dante Lafranconi insieme agli automatismi e ad un orologio da torre. Negli anni dal 1995 al 1998 è stato ripristinato l'antico sentiero del “Ciappin” sempre grazie a volontari, dove venne collocata la “Via Matris Crucis” composta da sette stazioni riguardanti i momenti dolorosi della Madonna.
Nel 2000 iniziarono i lavori di ristrutturazione dei ruderi posti alle spalle del santuario dove oggi sorge la “Foresteria della Croce”, una casa per ferie ideale per il turismo giovanile e religioso. Essendo anche una struttura che si presta per ritiri spirituali, è molto frequentata da gruppi provenienti anche da fuori regione.

## Feste religiose
Le principali ricorrenze del santuario sono il 25 marzo, festa dell'Annunciazione di Maria Vergine, il primo sabato e le prime due domeniche di settembre e l'8 settembre Via Matris.
In passato un rito molto importante avveniva in occasione dell'8 settembre: al mattino presto dall'oratorio di Nostra Signora Assunta di Varazze, partiva una composta processione votiva, alla quale partecipavano molti fedeli, le confraternite e il comune. Si percorreva il vecchio “Ciappin” e, giunti dalla chiesa di S. Rocco in Castagnabuona, si univano la confraternita locale con il crocifisso e gli abitanti del paese. La processione era fatta a piedi scalzi, sia dai fedeli che dai cristanti. Giunti al santuario, si svolgevano le funzioni.

## Descrizione
La chiesa è a navata unica con volta a botte, priva di decorazioni andate perse, insieme ad alcuni arredi, in un incendio nel 1980. L'unico altare, quello maggiore, è sormontato da un pannello in cui è rappresentato Cristo risorto. La chiesa è circondata da alcuni edifici destinati a scopi ricettivi. Sul luogo infatti convergono sentieri escursionistici provenienti da Celle Ligure, Varazze e Stella San Martino. Esiste un sentiero penitenziale lastricato di collegamento con la vicina e sottostante frazione varazzina di Castagnabuona.
Dallo spiazzo davanti alla chiesa si gode di un bel panorama su Varazze e su parte della Riviera ligure di ponente. La chiesa sorge infatti lungo il crinale che separa la valle del Teiro da Celle Ligure ed è collegato visivamente con il santuario della Guardia che sorge su una collina delimitante il limite orientale della vallata.